# Caffeicoltura in Messico
     Stati che producono la Coffea arabica con un processo commerciale
     Stati che producono Coffea arabica senza processo commerciale

Regioni di coltivazione del Caffè in Messico.
Stati che producono la Coffea arabica con un processo commerciale
Stati che producono Coffea arabica senza processo commerciale

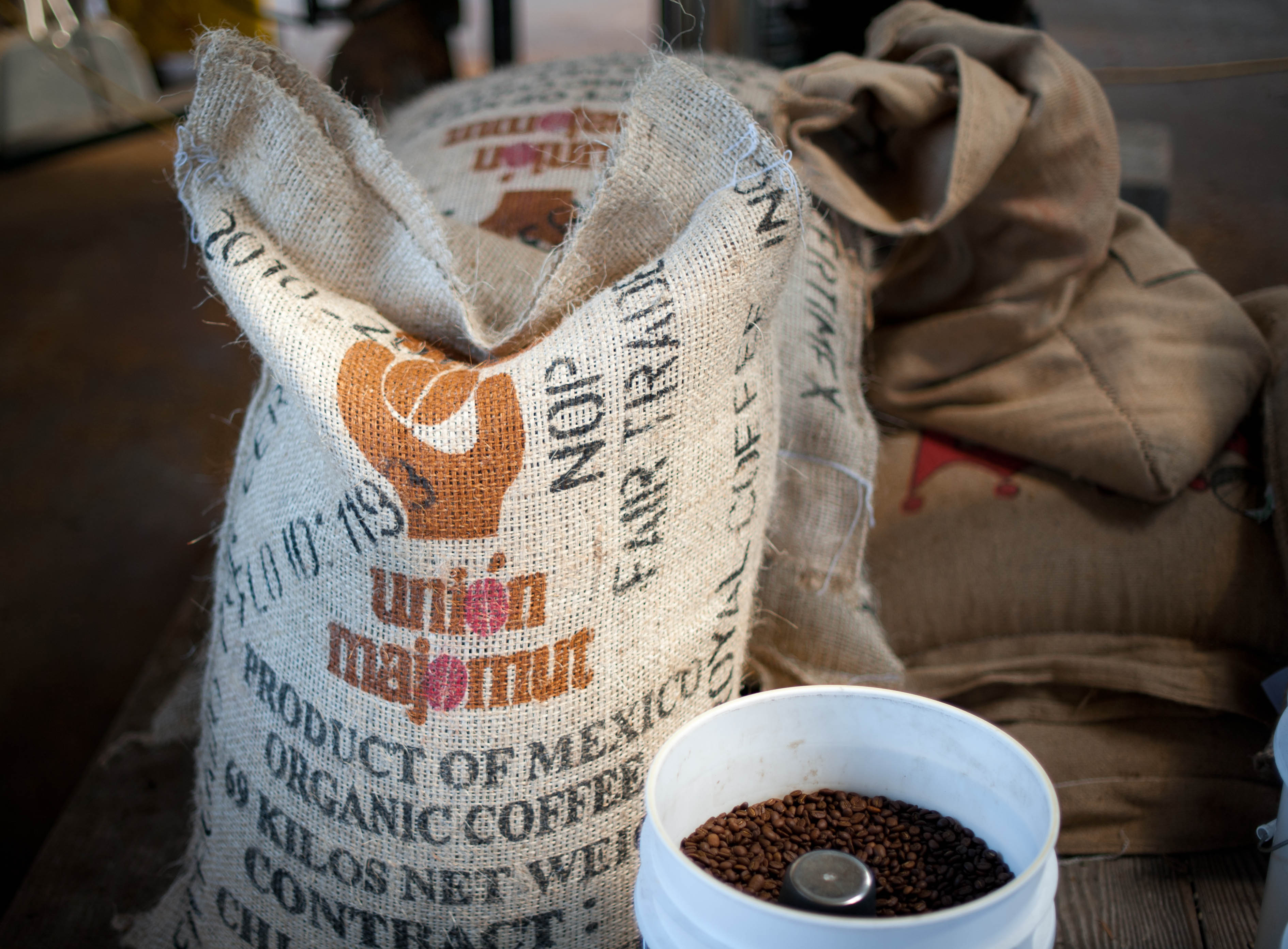
Caffè Bio del Chiapas

La caffeicoltura in Messico rappresenta l'8º maggiore produzione mondiale con 252.000 tonnellate raccolte nel 2009 ed è principalmente concentrata nel Centro-sud delle regioni meridionali del paese: il caffè è costituito in larga parte da Coffea arabica la quale cresce particolarmente bene nel territorio costiero di Soconusco in Chiapas, vicino al confine con il Guatemala.
La pianta giunse alla fine del XVIII secolo proveniente dalle Antille, ma il prodotto non venne esportato in grandi quantità almeno fino agli anni 1870. Un secolo dopo è diventato la coltura più preziosa nell'export nazionale; attualmente il Messico costituisce la maggiore fonte d'importazione per il caffè americano. Tra le marche più note vi sono l'"Altura", la "Liquidambar MS" e la "Pluma Coixtepec".

## Storia
Alla fine del XVIII secolo la Coffea fu introdotta per la prima volta nello Stato di Veracruz, lungo le sponde dell'Oceano Atlantico. Quando il prezzo raggiunse il suo picco emergente nel mercato internazionale la sua produzione cominciò ad essere trasferita anche all'interno; dal momento in cui apparve nel Chiapas verso la fine del XIX secolo la regione divenne la zona predominante della coltuta. Dopo la metà del XX secolo le piantagioni si diffusero sempre più rapidamente in 12 degli Stati federati del Messico.
Nel 1982 la quantità totale di terreni utilizzati era di 497.456 ettari; in più per tutti gli anni 1970 e 1980 la caffeicoltura ha svolto una parte importante al'interno dell'economia del Messico, diventando una delle principali fonti di reddito per più di 2 milioni di persone. Le piantagioni hanno contribuito al commercio sovranazionale con una gran quantità di introiti di valuta estera pregiata; al tempo stesso l'industria del caffè ha offerto molte nuove opportunità d'impiego.

## INMECAFE
L'"Instituto Mexicano del Cafe" è un'agenzia regolata dal governo responsabile dell'assistenza tecnica, l'amministrazione delle quote d'esportazione e la stabilizzazione sul mercato dei prezzi ad un livello elevato. A causa degli sforzi compiuti per integrare nuove terre nella coltivazione caffeicola la produttività si è accresciuta velocemente; come diretto risultato i 3 stati leader nel settore, Chiapas, Veracrux e Oaxaca hanno contribuito con il 73% del totale delle proprie terre agricole.
Tra il 1970 e il 1982 l'agricoltura in Messico ha dedicato sempre maggiori terreni e risorse alla caffeicoltura la quale è aumentata di 141.203 ettari, con una produzione di 6.000 tonnellate di "caffè verde" annuali. L'organizzazione ha inoltre incoraggiato l'uso di tecnologie agrochimiche ed ha fornito assistenza tecnica agli agricoltori al fine d'ottenere una migliore produttività; di conseguenza il 50% dei coltivatori del Chiapas e il 22% di quelli di Veracruz e di Oaxaca hanno ricevuto gli aiuti. L'associazione ha coperto all'incirca il 28% delle regioni più produttive nel 1982.
Nel 1989 però l'"INMECAFE" si è disintegrata dopo che il presidente del Messico Carlos Salinas ha dichiarato che il governo avrebbe rinunziato al controllo del mercato, rispondendo così alle richieste di modifica espresse dalla Banca Mondiale e da altri istituti finanziari internazionali. Questo mutamento politico ha lasciato gli agricoltori senza più alcuna protezione di fronte alle fluttuazioni e alla volatilità dei prezzi globali; ciò ha avuto effetti devastanti soprattutto per i coltivatori terrieri di piccole dimensioni.

## Crisi del caffè
L'"Accordo internazionale sul caffè" stipulato nel 1962 è stato un protocollo volto a mantenere i contingentamenti dei paesi esportatori e i prezzi stabili ed elevati. Tuttavia l'intesa è stata smantellata nel 1989 e, a causa di una mancanza di capacità gestionale, il valore del caffè ne è risultato sovradimensionato mentre i prezzi hanno subito un costante decremento: un po' alla volta è emersa in Messico una vera e propria "crisi del caffè".
Questa si è intensificata ulteriormente tra il 1999 e il 2003, generando gravi problemi socio-economici; tra il 1989 e il 1995 la produzione è scesa del 6,6%. Il "Coordinamento delle organizzazioni per la produzione di caffè" ha previsto che i piantatori avrebbero finito col perdere il 65% del proprio reddito alla conclusione della crisi.
A causa di tutto ciò il 71% dei coltivatori messicani ha cessato di utilizzare fertilizzanti, il 40% di essi ha ridotto la manutenzione del diserbo ed infine il 75% ha smesso di investire nella prevenzione anti-parassitaria. Per colpa della scarsa manutenzione delle piantagioni sia la qualità che la produzione sono diminuite. Entro la fine del 2005 il Messico ha visto la sua raccolta più bassa degli ultimi 3 decenni, toccando un totale di 1,7 milioni di sacchi da 60 kg. Nel 2006 l'esportazione è cresciuta fino a raggiungere i 4,2 milioni di sacchi, ma è risultata essere sempre più bassa rispetto a 5 anni prima.